# (13239) Kana
(13239) Kana est un astéroïde de la ceinture principale.

## Description
(13239) Kana est un astéroïde de la ceinture principale. Il fut découvert le 21 mai 1998 à Kuma Kogen par Akimasa Nakamura. Il présente une orbite caractérisée par un demi-grand axe de 2,33 UA, une excentricité de 0,25 et une inclinaison de 2,8° par rapport à l'écliptique.

## Compléments